# Islandesos
Els islandesos són els membres d'un grup ètnic germànic i d'una nació que són nadius d'Islàndia i els seus descendents que s'hi identifiquen.
El 17 de juny de 1944 els islandesos van esdevenir independents, quan es va fundar la República d'Islàndia. Abans pertanyien a la Corona de Dinamarca. Parlen l'islandès, una llengua escandinava i la majoria professen el luteranisme. Estudis del seu ADN històric mostra que entre el 60% i el 80% dels islandesos eren d'origen noruec (sobretot de Vestlandet -Noruega occidental) i la resta tenien origen celta d'Irlanda i Gran Bretanya.

## Islàndia
Els islandesos, sobretot aquells que viuen a l'illa principal, tenen una història tumultuosa. El desenvolupament de l'illa fou lent perquè van ser objecte dels països que van controlar la majoria de la seva història: Noruega, Dinamarca-Noruega i finalment Dinamarca. Durant aquest temps, Islàndia va tenir pocs contactes amb el món exterior. L'illa va esdevenir independent unida a Dinamarca el 1918 i el 1944 Islàndia va esdevenir una República i els islandesos van aconseguir un ràpid procés de modernització des de la seva independència.

## Història
Islàndia és una massa de terra jove segons l'edat geològica que es va formar fa uns 20 milions d'anys degut a erupcions volcàniques a la dorsal mesoatlàntica. Es considera que els humans la van colonitzar tard i s'accepta que el primer assentament humà data del 874 tot i que hi ha evidències que suggereixen que abans de l'arribada dels noruecs ja hi havia hagut activitat humana.

### Primeres migracions i assentaments

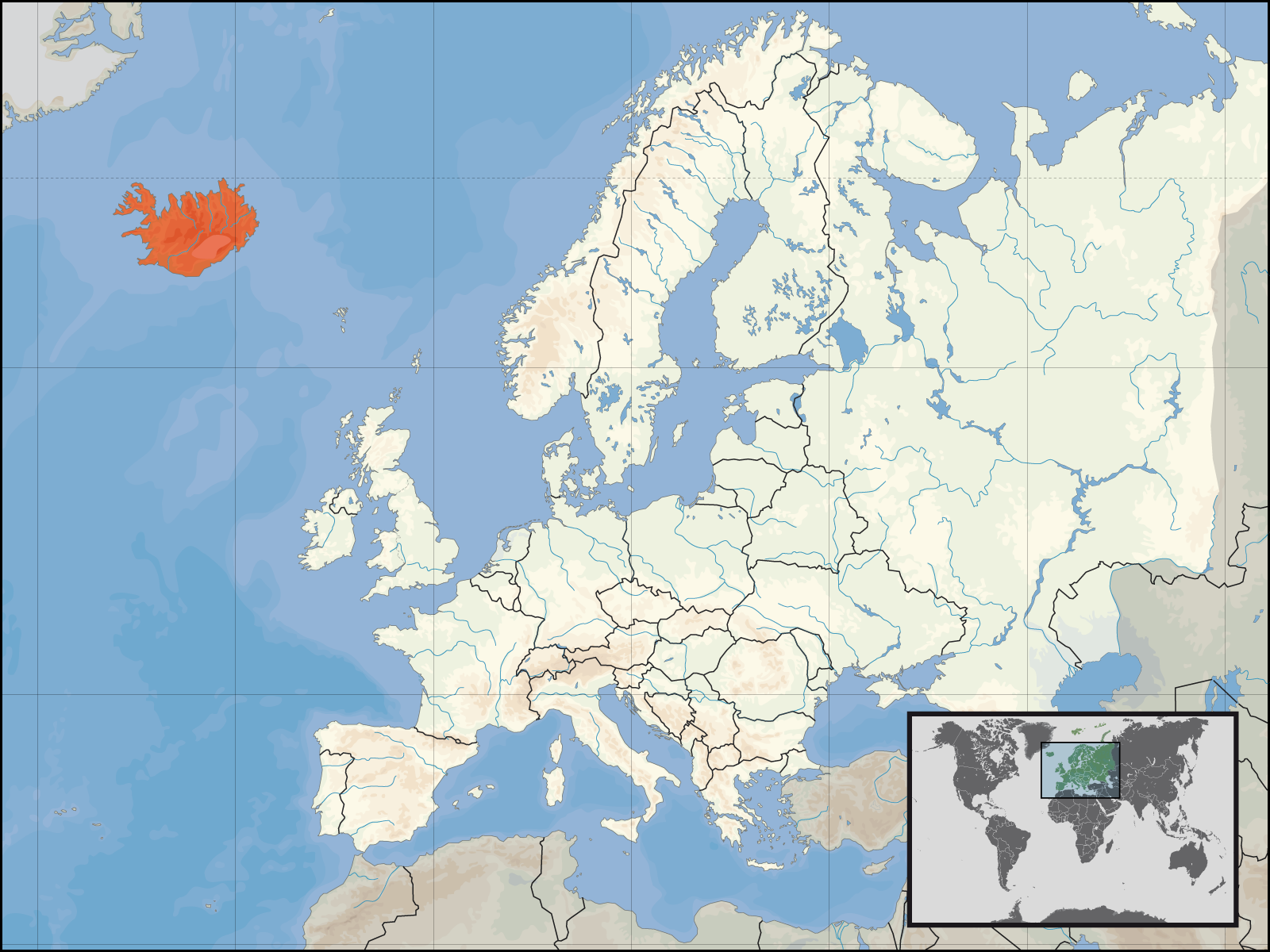
Map d'Islàndia a Europa

Gardar Svavarsson fou el primer viking noruec que va veure i donar notícia d'Islàndia. La va veure quan anava de Noruega a les illes Fèroe, a més es considera que fou el primer que s'hi va intentar assentar. El primer nòrdic que va navegar deliberadament cap a Islàndia va ser Hrafna-Flóki Vilgerðarson al segle ix. El manuscrit Landnámabók documenta la seva història. Aquest va donar nom a l'illa. El cap germànic Ingólfur Arnarson fou el primer que va assentar-s'hi permanentment amb la seva família al voltant de l'any 874 en un lloc anomenat Bahia de fums o Reykjavík en islandès.
El 874 un altre grup de noruecs va salpar a través de l'oceà Atlàntic Nord amb les seves famílies, bestiar, esclaus i possessions escapant de la dominació del primer rei de Noruega, Haraldur Harfagri fins a l'illa d'Islàndia. Aquestes persones eren d'origen noruec, escocès i irlandès. Els anglesos, escocesos i irlandesos que hi van anar eren esclaus o servents dels prínceps nòrdics, segons les sagues islandeses o descendents "dels homes del nord que s'havien assentat a Escòcia i Irlanda i que es van casar amb gaèlics" Segons estudis genètics, el 60% de la reserva genètica matrilineal dels irlandesos deriva d'irlanda i Escòcia, un percentatge molt més alt que en altres pobles escandinaus, tot i que és comparable a la de les Illes Fèroe.
L'edat de l'assentament d'Islàndia (en islandès, landnámsöld) es considera que va del 874 al 930, quan ja major part de l'illa havia estat reclamada i es va fer l'Alþingi (Assemblea) de l'Estat Lliure d'Islàndia que es va fundar a Þingvellir.

### Privació i conflicte

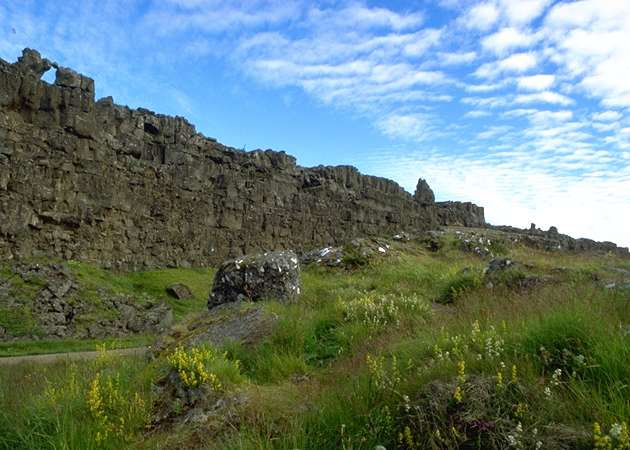
Roc de la llei a Þingvellir que s'utilitzava per a fer reunions polítiques.

El 930, a Þingvellir (plana propera a Reykjavik), els cacics islandesos i les seves famílies es van reunir i van establir l'Alþing, la primera assemblea nacional d'Islàndia. Tolt i això, aquesta assemblea no tenia el poder efectiu per a fer complir les lleis que va aprovar. El 1262, les lluites entre diversos cabdills rivals van deixar Islàndia tant dividida que van demanar al rei Haakon IV de Noruega que intervingués com a àrbitre final en reconeixement de la Gamli sáttmáli (Pacte Antic amb Noruega). Aquesta època és coneguda amb el nom d'Era dels Sturlung i és l'època més sagnant i violenta que va patir Islàndia, que està documentada a la Saga Sturlunga.
Entre el 1262 i el 1380, quan va acabar-se la casa reial noruega, els islandesos van estar sota la tutela de Noruega. A partir d'aquell any la Corona danesa va passar a governar Noruega i Islàndia. Amb la introducció de la Monarquia absoluta a Dinamarca, els islandesos van perdre la seva autonomia, fins i tot el dret que tenien a legislar els seus assumptes. Això va provocar 300 anys de declivi de la cultura, l'economia i la societat islandesa, en part, perquè Dinamarca no els va defensar dels atacs dels pirates turcs.
A diferència de Noruega, Dinamarca no necessitava el peix i la llana islandesos. Això va crear un dèficit important en el comerç islandès i en aquesta època s'hi van construir pocs vaixells. El 1602 el govern danès va prohibir als islandesos que comerciessin amb altres països i al segle xviii Islàndia va patir una molt crua meteorologia.

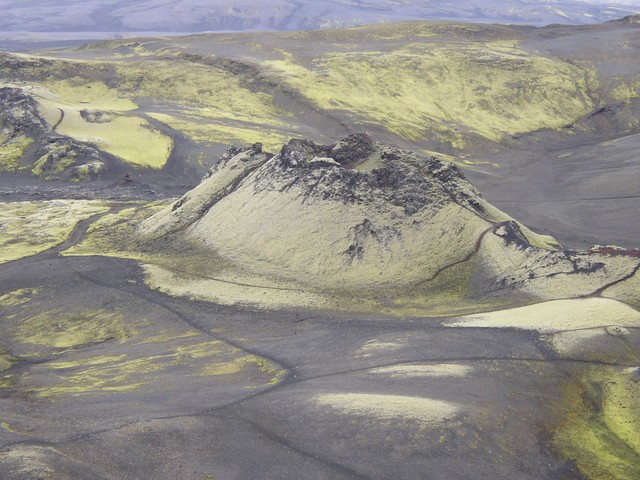
El volcà Laki va patir una erupció el 1783–84 i va ocasionar catàstrofes a Islàndia.

Entre el 1783 i 1784 Islàndia va patir una erupció del volcà Laki, al sud de l'illa. Les conseqüències van ser catastròfiques per Islàndia i hi va morir entre el 25 i el 33% de la població degut a la fam. Els islandesos van perdre el 80% de les seves ovelles i la meitat del bestiar boví i dels cavalls. Aquest desastre és conegut amb el nom de Móðuharðindin (situació excepcional deguda a la boira).

### Independència i prosperitat
En el segle xix la situació dels islandesos va millorar significativament. Jón Sigurðsson, un estadista, historiador i autor important de la literatura islandesa va encapçalar un moviment nacionalista inspirat pels corrents romàntics i nacionalistes de l'Europa continental. Ell va protestar de la situació dels islandesos i a través de revistes polítiques i d'obres que es va autopublicar va promoure un "retorn a la consciència nacional" i uns canvis polítics i socials en pro del desenvolupament d'Islàndia.
El 1854 el govern danès va relaxar la prohibició del comerç que havia imposat el 1602 i Islàndia va començar gradualment a tenir lligams amb Europa en l'àmbit econòmic i social. Amb aquest nou contacte amb altres pobles es va produir un despertar en les arts d'Islàndia, sobretot la seva literatura. Vint anys més tard, el 1874, Dinamarca va concedir una Constitució a Islàndia. Avui en dia, els islandesos reconeixen el paper transcendental que va tenir Sigurðsson en el ressorgiment econòmic i social del seu poble.
El 1918 Islàndia va esdevenir independent del tot, després de la Primera Guerra Mundial i només va conservar llaços formals amb la corona danesa. Aquest moviment vers la independència es va culminar el 17 de juny de 1944. Els islandesos van trencar tots els llaços amb Dinamarca després d'un referèndum nacional i Islàndia va declarar la seva independència després de gairebé sis segles de dominació danesa.

## Demografia i societat
La majoria dels islandesos són descendents dels colonitzadors noruecs i de celtes d'Irlanda i Escòcia. El gener del 2013 hi havia 321.857 habitants a Islàndia, dels quals 300.411 (el 93,34%) eren pròpiament islandesos (d'origen islandès).

### Genètica
Segons els llinatges de l'ADN mitocondrial dels islandesos contemporanis, es pot traçar que la majoria provenen de grups humans d'Irlanda, Gran Bretanya i Escandinàvia. Hi ha un altre estudi que mostra que una petita proporció de les mostres d'ADN dels islandesos actuals porten un llinatge més distany que pertany al haplogrup mitocontrial C1 que, segurament es remunta al poblament d'Amèrica fa uns 14.000 anys. Aquest mateix estudi utilitza anàlisis preliminars genealògiques que revelen que el llinatge del haplogrup mitocondrial C1 està present entre els islandesos com a mínim des de fa uns 300 anys. Degut al reduït nombre de pobladors fundadors i a una història de relatiu aïllament, els islandesos sovint han estat considerats genèticament molt homogenis si ho comparem amb altres grups humans europeus. Per aquesta raó, juntament amb els extensos registres genealògics de gran part de la població que es remunten a l'Assentament d'Islàndia, els islandesos han estat el focus d'investigació genòmica tant per part de companyies de biotecnologia com d'investigadors acadèmics i metges. Tot i això, un estudi de l'ADN mitocondrial, els grups sanguinis i els isoenzims va revelar una varietat més alta del que s'esperava dels islandesos des del punt de vista genètic, fins i tot comparable a altres grups europeus. Un altre estudi mostra que un grup bastant gran dels escandinaus, sobretot dels noruecs i dels islandesos (un 31%) tenen el Haplogrup R1a del cromosoma Y, que és comú a Eurasia.
Els resultat dels estudis de l'ADN mitocondrial dels islandesos han estat coherents amb els registres genealògics que tracen el llinatge de la majoria dels islandesos com provinents d'Escandinàvia, Irlanda i ran Bretanya, tot i que pot haver-hi hagut contribucions menors d'altres grups europeus. L'Efecte fundador i els efectes de la deriva genètica són més pronunciats per la reserva genètica d'Islàndia que de la d'altres poblacions properes, cosa que dona suport a la teoria de l'aïllament genètic dels islandesos.

### Diàspora

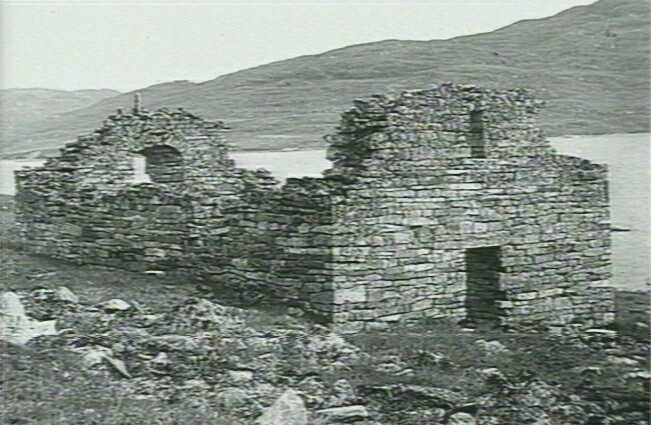
Els últims registres escrits dels groenlandesos nòrdics són d'un matrimoni de 1408 a l'església de Hvalsey.

#### Groenlàndia
Groenlàndia fou colonitzada per uns 500 islandesos sota el lideratge d'Erik el Roig a finals del segle x. Els fiords aïllats d'aquesta dura illa ofereixen suficient pasturatge per al bestiar i les ovelles, tot i que el clima és massa fred per al cultiu de cereals. Alguns vaixells comercials reials de Noruega van anar a Groenlàndia per a adquirir-hi ullals de morsa i falcons. Amb el temps la població va arriar als 3000 habitants, dividits en dues comunitats i van desenvolupar institucions independents abans de desaparèixer al segle xv.

#### Amèrica del Nord

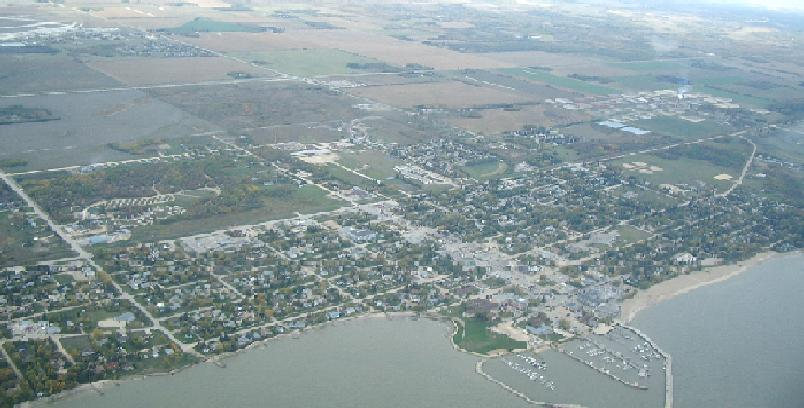
Gimli (Manitoba), (pob. 5,720(Statistics Canada, 2011) és la llar de la concentració d'islandesos fora d'Islàndia més nombrosa.

Segons la Saga d'Eric el Roig, les migracions dels islandesos cap a Amèrica del Nord data des del 1006, quan es va considerar que l'islandès Snorri va néixer a Vinland abans que els islandesos l'abandonessin a la dècada de 1020.
Ja a l'època contemporània, el 1855 hi va haver un dels primers episodis de l'emigració dels islandesos a Amèrica del Nord quan un petit grup es van assentar a Spanish Fork, Utah. A l'Illa Washington, al Comtat de Door, Wisconsin també hi ha una altra colònia significativa d'islandesos. La immigració dels islandesos als Estats Units i al Canadà va començar a principis de la dècada de 1870, quan gent que fugia de la fam i de la sobrepoblació d'Islàndia es van assentar a la zona dels Grans Llacs. Avui en dia hi ha comunitats d'islandesos als Estats Units i al Canadà. Gimli, Manitoba, al Canadà, és a oni ha la comunitat d'islandesos més nombrosa que viu a fora d'Islàndia.

## Cultura

### Llengua i literatura

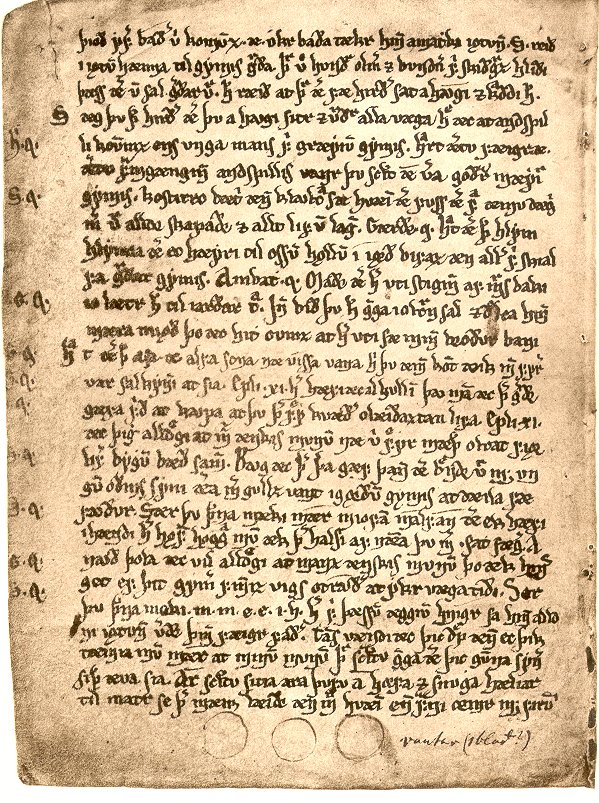
Un poema de poesia edda

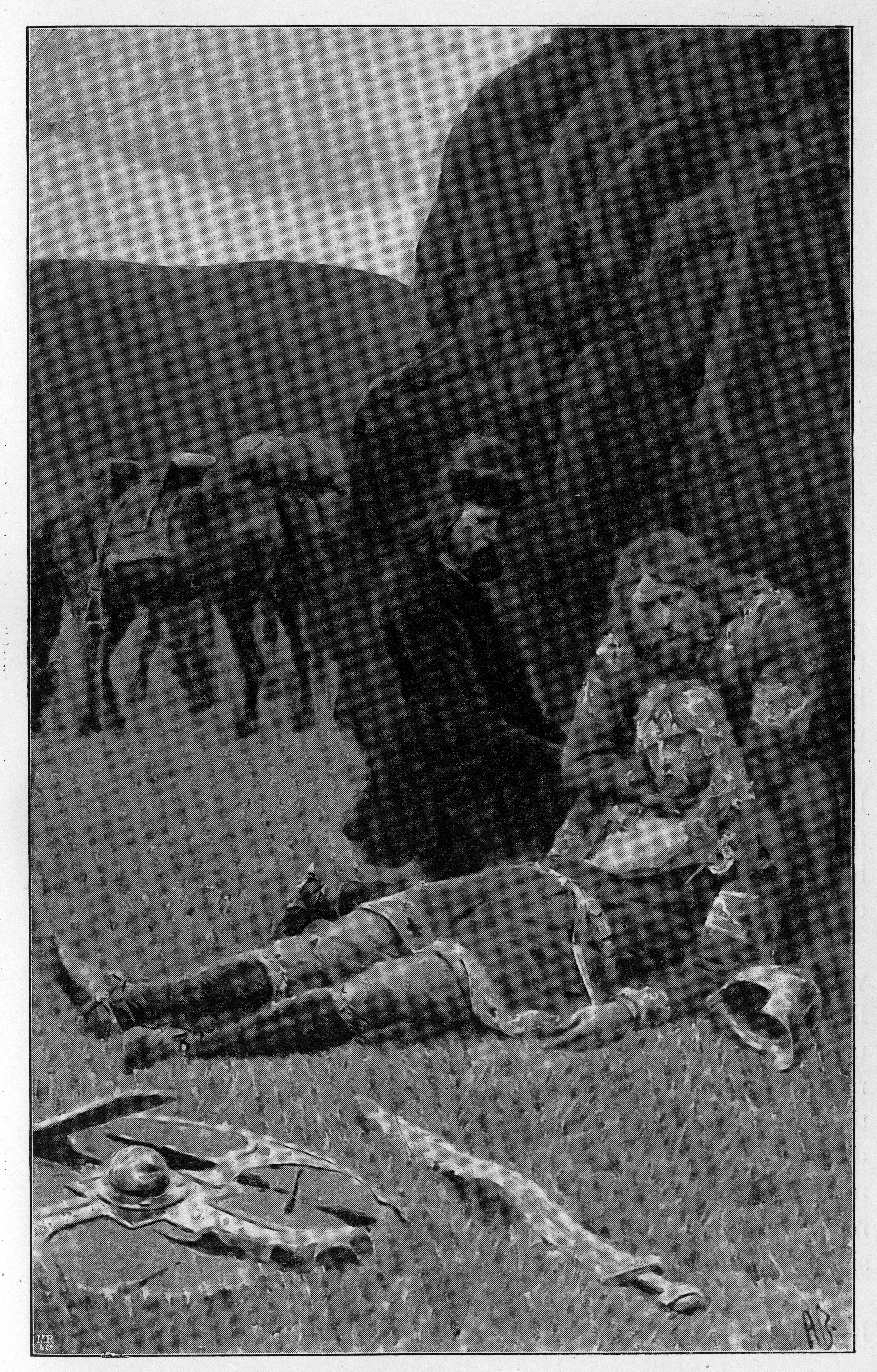
Kjartan Ólafsson i Bolli Þorleiksson, caràcters de la Saga de Laxdæla, escrita al.

L'islandès és una llengua escandinava que és la llengua oficial d'Islàndia. L'islandès té una gramàtica que es pot comparar al llatí, al grec antic, és molt proper a l'anglès antic i és gairebé idèntic al nòrdic antic.
La literatura islandesa antiga es pot dividir en diverses categories, tres de les quals són les més conegudes a nivell internacional: la edda poètica, el poesia eskàldica i la Saga islandesa. L'edda poètica són poemes heroics i mitològics, la poesia skàldica és una poesia cortesana que elogia a algú i les sagues islandeses són obres de prosa que tracten tant temes de ficció com la història actual.
La literatura islandesa ha canviat poc des del segle xiii. Degut a això, els oradors moderns poden entendre les sagues islandeses. Aquestes parlen d'esdeveniments que van tenir lloc a Islàndia durant els segles x i xi i són considerades les obres més conegudes de la literatura islandesa.
L'edda poètica més antiga o l'edda prosaica més moderna i les sagues són considerades les peces més importants de la literatura islandesa. L'edda poètica és una col·lecció de poemes i contes de finals del segle x i la edda prosaica més moderna és un manual de la poètica que conté moltes històriques de la mitologia nòrdica.
Eddas al wikitextos en anglès

### Religió

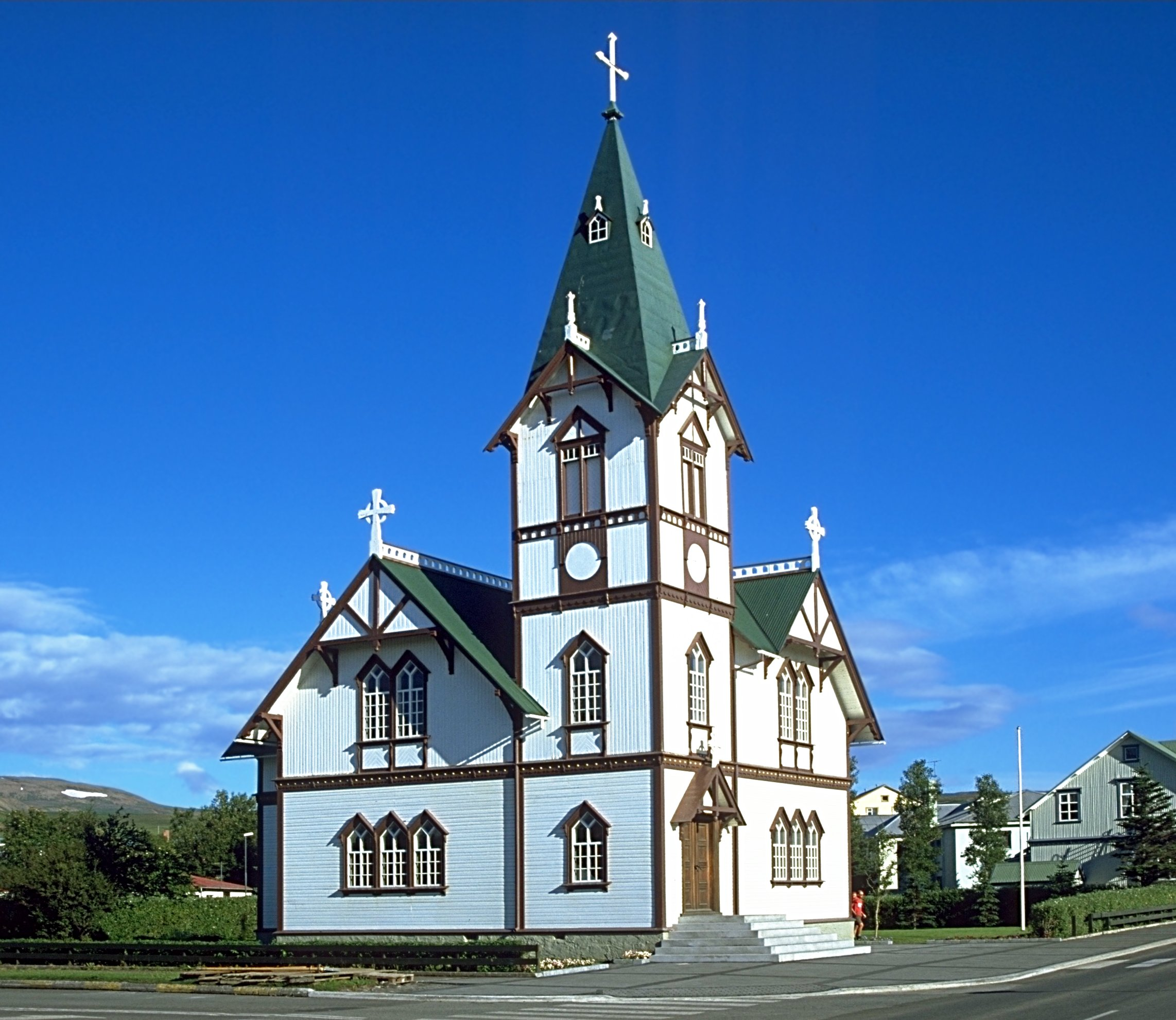
Església de Húsavík, Islàndia

Els islandesos van abraçar el cristianisme (kristnitaka) al voltant de l'any 1000 i a l'actualitat, tot i que la majoria són seculars, es consideren cristians a nivell cultural. El 84% dels islandesos són luterans. Mentre que el primer cristianisme islandès era més lax que el catolicisme, al segle xviii es va importar el moviment religiós del pietisme des de Dinamarca que va tenir un efecte considerable a l'illa. Aquest moviment només va deixar que els islandesos tinguessin oci relacionat amb les activitats religioses, una característica que va esdevenir un estereotip dels islandesos. A més a més, aquest moviment i el que va comportar va possibilitar que la societat islandesa esdevingués una de les més alfabetitzades del món.
Durant la Reforma Protestant els islandesos van acollir el protestantisme, però en l'actualitat a Islàndia hi ha moltes altres esglésies presents: hi ha petites esglésies protestants independents i comunitats catòliques, així com una comunitat islàmica a la que hi pertanyen tant immigrants com conversos islandesos. A més a més, cal destacar-hi un auge molt important de la religió Ásatrúarfélagið (religió i església que professa un neo-paganisme nòrdic que seguien els antics islandesos) Segons la Diòcesi catòlica de Reykjavic el 2001 només hi havia uns 30 jueus a Islàndia.

### Cuina
Els principals productes de la cuina islandesa són el peix, el xai i els productes làctics. Anteriorment el peix havia estat la part principal de la dieta dels islandesos, però en l'actualitat aquests mengen moltes carns: vedella, porc i aviram.
El Þorramatur (curats i fumats de carn i de peix) és un dels principals plats tradicionals dels islandesos.

### Arts escèniques

#### Música

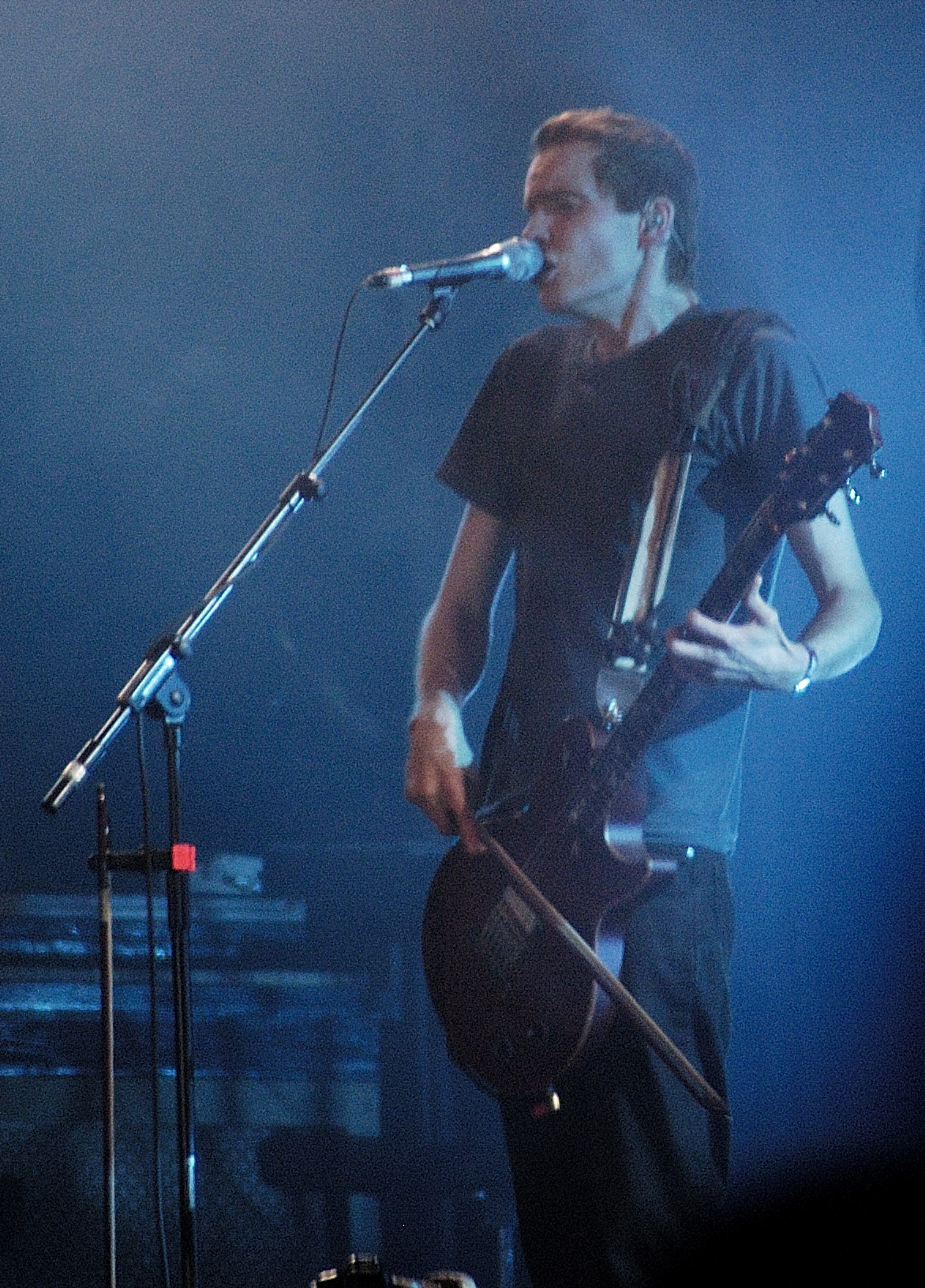
Sigur Rós ha obtingut fama internacional cantant sobretot en islandès.

El rímur és la primera música indígena islandesa que es coneix. Eren cançons èpiques sobre els vikings que normalment es cantaven a cappella. El cristianisme va tenir un rol fonamental en el desenvolupament de la música islandesa i hi ha molts himnes religiosos cantats en islandès. El poeta i capellà Hallgrimur Pétursson fou l'autor de molts d'aquests himnes al segle xvii. L'aïllament de l'illa va fer que la música islandesa mantingués un caire local; per exemple, fins al segle xix no s'hi va importar el primer orgue, instrument preponderant en la música religiosa europea.
A Islàndia hi ha molts cantants i conjunts musicals. La música islandesa actual conté les tradicions folk i pop. Els més destacats són Voces Thules, The Sugarcubes, Björk, Sigur Rós i Of Monsters and Men.
L'himne nacional d'Islàndia és Lofsöngur ("cançó de l'oració"), escrita per Matthías Jochumsson i musicada per Sveinbjörn Sveinbjörnsson. Aquesta fou escrita el 1874 per a celebrar el mil·lenari de l'assentament de l'illa.

### Esports
La Selecció de futbol d'Islàndia encara no ha participat en la Copa del Mön de la FIFA. Va ser present en els jocs olímpics per primera vegada en els Jocs Olímpics d'Estiu de 1912 però no hi va participar fins als Jocs Olímpics d'Estiu de 1936. Va participar per primera vegada als Jocs Olímpics d'hivern el 1948. El 1956, Vilhjálmur Einarsson va guanyar la medalla olímpica de plata de triple salt. L'equip d'handbol d'Islàndia va guanyar la medalla de plata als Jocs Olímpics d'Estiu de 2008 i va aconseguir la tercera plaça en el Campionat d'Europa d'handbol masculí de 2010.